# Alder-Talsperre
Die Alder-Talsperre (englisch Alder Dam) ist eine Talsperre im US-Bundesstaat Washington, die zur Stromerzeugung am Nisqually River genutzt wird.

## Talsperre
Die aus Stahlbeton gebaute Bogenstaumauer der Talsperre befindet sich circa 8 km südwestlich des Ortes Eatonville. Die Talsperre wurde im Jahr 1945 erbaut, sie ist im Besitz des regionalen Stromversorgungsunternehmens Tacoma Power und wird von dieser Firma betrieben. Zur Zeit der Fertigstellung gehörte die Alder-Talsperre mit einer Höhe von 100 Metern zu den höchsten Talsperren in den Vereinigten Staaten. Die Staumauer mit einer Gesamtlänge von 490 Metern hat an der Basis eine Stärke von circa 37 Metern. Im Bauwerk befinden sich zwei Turbinen, die Generatoren mit einer Leistung von jeweils 25.000 kW antreiben. Die Talsperre erzeugt jährlich circa 228 Millionen kWh Strom.
Obwohl es sich bei dem Absperrbauwerk der Alder-Talsperre um eine Staumauer (englisch river dam) handelt, wird die englische Bezeichnung „Alder Dam“ meist unzutreffend mit „Alder-Damm“ oder „Alder-Staudamm“ (englisch embankment dam) übersetzt. Die korrekte Unterscheidung zwischen Damm und Staumauer richtet sich nach der Bauweise und den beim Bau verwendeten Materialien.

## Alder Lake
Der aufgestaute See erstreckt sich über eine Länge von circa 11 km und hat eine Gesamtfläche von 12,4 km². Mit 45 km Küstenlinie ist der See ein beliebter Erholungsort mit der Möglichkeit für Wassersport und zum Angeln. Am nördlichen Ufer des Sees, östlich der Talsperre hat deren Eigentümer den Alder Lake Park eingerichtet. Der Park bietet Zugang zum See und einen ganzjährig geöffneten Campingplatz mit 173 Stellplätzen. Am östlichen Rand des Sees liegt der kleine Ort Elbe. In der näheren Umgebung des Sees, in circa 35 km Entfernung, befindet sich auch der Schichtvulkan Mount Rainier mit dem Mount Rainier National Park.

## Namensgebung
Der Name des Sees und der Talsperre erinnert an den ehemaligen kleinen Ort Alder der im Jahr 1905 gegründet wurde und im Jahr 1909 circa 200 Einwohner hatte. Nach der Fertigstellung der Staumauer im Jahr 1945 wurde der Ort vom aufgestauten Wasser des Sees überschwemmt und verschwand. Bei niedrigem Wasserstand des Sees sind an einigen Stellen noch Überreste der Siedlung zu sehen.